# Bannegon
Bannegon is een gemeente in het Franse departement Cher (regio Centre-Val de Loire) en telt 254 inwoners (1999). De plaats maakt deel uit van het arrondissement Saint-Amand-Montrond.
Bezienswaardig is het Château de Bannegon.

## Geografie
De oppervlakte van Bannegon bedraagt 21,7 km², de bevolkingsdichtheid is 11,7 inwoners per km².
De onderstaande kaart toont de ligging van Bannegon met de belangrijkste infrastructuur en aangrenzende gemeenten.

## Demografie
Onderstaande figuur toont het verloop van het inwonertal (bron: INSEE-tellingen).